# التلفزة الموريتانية
التلفزة الموريتانية هي القناة الوطنية الموريتانية العامة التابعة للحكومة الموريتانية والتي تبث بقناتيها «القناة الأولى» و«القناة الثانية». تم إطلاقها رسميا في سبتمبر 1982. 
يبث التلفزيون الموريتاني برامجه باللغة العربية أساساً ثم الفرنسية فضلا عن البث باللغات المحلية.

## تاريخ القناة
تم إنشاء التلفزة الموريتانية بتمويل عراقي وبدأت بثها التجريبي سبتمبر 1982 من مباني الإذاعة قبل أن يتم نقلها بشكل نهائي إلى مقرها الحالي يوليو 1984.
وأصبحت التلفزة الموريتانية كمؤسسة عمومية ذات طابع صناعي وتجاري سنة 1990 بعد انفصالها عن الإذاعة ثم انتقلت إلى وضعية مؤسسة عمومية ذات طابع إداري سنة 1991.
لتنتقل إلى وضعيتها الحالية كمؤسسة عمومية ذات طابع إداري تهدف إلى إعلام وتهذيب وترفيه الجمهور.
بدأت التلفزة تبث برامجها على القمر الصناعي عربسات في شهر أكتوبر 1992 لمدة أربع ساعات ونصف في اليوم ثم ارتفعت ساعات البث اليومي إلى 10 ساعات منذ يونيو 1997 وانتقلت إلى البث على مدار الساعة في أواخر سنة 2005.
ظلت القناة هي التلفزيون الوحيد الذي يبث من داخل البلاد المرخص له رسمياً إلى غاية 2011 حين تم تطبيق قانون تحرير الفضاء السمعي البصري لتتمكن قنوات خاصة من البث من داخل البلاد.

### الهوية المؤسسية

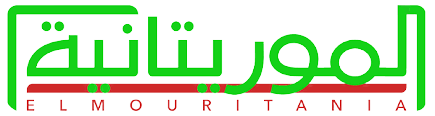
من سبتمبر 2019 إلى فبراير 2021.
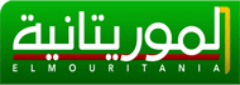
من فبراير 2021 إلى أكتوبر 2022.
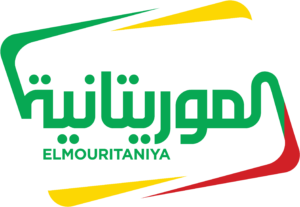
من أكتوبر 2022 حتى الآن.

## قنوات موريتانية أخرى
- القناة الموريتانية الثانية
- القناة الموريتانية الثقافية
- القناة الموريتانية الرياضية
- قناة البرلمانية
- قناة الوطنية
- قناة شنقيط
- قناة الساحل
- قناة المرابطون
- قناة المدينة

## روابط
- الموقع الرسمي